# Constanța Buzea
Constanța Buzea (n. 29 martie 1941 – d. 31 august 2012) a fost o poetă din România.

## Biografie
Constanța Buzea a urmat cursurile Facultății de Filologie, secția Limba și literatura română, din cadrul Universității din București, obținând licența în 1970. În anul 1957, a debutat publicistic cu versuri în revista „Tânărul scriitor” și editorial cu volumul De pe pământ, în anul 1963. Între 1974 și 1989 a fost redactor la revista Amfiteatru. Din 1990 a lucrat ca redactor la România literară, unde a semnat rubrica de corespondență „Post-restant“. A scris și cărți pentru copii. 
Constanța Buzea s-a căsătorit în 1961 cu poetul Adrian Păunescu (soții Păunescu au avut doi copii, pe Ioana (2 iunie 1967 - noiembrie 2011) și pe Andrei (n. 1969), iar în 1977 au divorțat).

## Opera
Paralel cu activitatea redacțională a desfășurat o perseverentă activitate publicistică exprimată în volume exclusiv de versuri:
- De pe pământ (EPL, 1963)
- La ritmul naturii (EPL, 1966)
- Norii (EPL, 1968)
- Agonice (EPL, 1970)
- Coline (Cartea Românească, 1970)
- Sala nervilor (Cartea Românească, 1971; sonete)
- Leac pentru îngeri (Albatros, 1972; antologie)
- Răsad de spini (Cartea Românească, 1973)
- Pasteluri (Albatros, 197
- Ape cu plute (Cartea Românească, 1975)
- Limanul orei (Eminescu, 1976)
- Poeme (Albatros, 1977; antologie)
- Ploi de piatră (Albatros, 1979)
- Umbră pentru cer (Albatros, 1981)
- Cină bogată în viscol (Cartea Românească, 1983)
- Planta memoria (Cartea Românească, 1985)
- Cheia închisă (Eminescu, 1987; antologie)
- Pietre sălbatice (Cartea Românească, 1988)
- Ultima Thule (Cartea Românească, 1990; sonete)
- Pelerinaj (Cartea Românească, 1997)
- Foșnet fabulos (Helicon, 1997; antologie)
- Pastelul amoros (Helicon, 1998; antologie)
- Pretext de conversație (Helicon, 1998; antologie)
- Roua plural (Vinea, 1999, ed. adăugită 2007; antologie)
- Făcutul meu cuvântul / Mon sort le mot (Grinta, 2006; antologie bilingvă în traducerea poetului Miron Kiropol)
- Netrăitele (Vinea, 2004)
- Netrăitele II (Vinea, 2008).
- Creștetul ghețarului: jurnal 1969–1971 (Humanitas, 2009)[4]

Selecții din lirica sa au apărut în antologii și publicații în limba engleză: Silent voices. An Anthology of Contemporary Romanian Women Poets, trad. Andreea Deletant și Brenda Walker, 1986, pp. 37-47 (selecție de poeme din volumele: Poeme, 1977; Ploi de piatră, 1979; Umbră pentru cer, 1981 și Planta memoria, 1985), Romanian Poems, trad. dan Duțescu, 1982, pp. 226-228 („The Dreams of Colour”, „The Wing” și „About de Fall of Leaves”), Michael H. Impey Three Romanian Women Poets - Ana Blandiana; Constanța Buzea; Gabriela Melinescu, Books Abroad 50,nr. 1 (Winter 1976), pp. 34-35.

## Premii și distincții

### Premii literare
- Premiul Uniunii Scriitorilor, 1972.
- Premiul Academiei Române, 1974
- Premiul Național de Poezie „Mihai Eminescu”, în 2001.[6]

### Decorații
- Ordinul național „Serviciul Credincios” în grad de Cavaler (1 decembrie 2000) „pentru realizări artistice remarcabile și pentru promovarea culturii, de Ziua Națională a României”[7]